# درخت شمع
درخت شمع (نام علمی: Parmentiera cereifera) نام یک گونه از تیره پیچ‌اناریان است.